# فیلیپ ویلیام (پالاتاین)
فیلیپ ویلیام (آلمانی: Philipp Wilhelm; ۲۴ نوامبر ۱۶۱۵ – ۲ سپتامبر ۱۶۹۰)، کنت و ملکزاده پالاتاین و دوک یولیش و برگ در قرن ۱۷ بود. وی پسر ولفگنگ ویلیام و ماگدالین باواریا بود که در سال ۱۶۱۵ در نونبرگ به دنیا آمد و در سال ۱۶۵۳ با الیزابت آملی ازدواج کرد.